# Krzywa (województwo małopolskie)
Krzywa (łemk. Крива; do 1948 Krywa) – wieś w Polsce położona w województwie małopolskim, w powiecie gorlickim, w gminie Sękowa.

## Położenie geograficzne
Wieś Krzywa położona jest w środkowej części Beskidu Niskiego w Karpatach Zachodnich.
W latach 1975–1998 miejscowość administracyjnie należała do województwa nowosądeckiego.
Przez sąsiednią wieś Gładyszów prowadzi droga wojewódzka nr 977 z Tarnowa do przejścia granicznego Konieczna-Becherov.

## Części wsi
| SIMC    | Nazwa    | Rodzaj     |
| ------- | -------- | ---------- |
| 1049149 | Banica   | przysiółek |
| 0464805 | Jasionka | przysiółek |

## Historia
Krzywa to stara osada wołoska. Została lokowana w 1564 na prawie wołoskim na mocy dokumentu wydanego przez starostę bieckiego Mikołaja Ligęzę. Przywilej założenia wsi dla 20 osadników otrzymał Szczepan Lilicz z sąsiedniej Pętnej. Odtąd aż do pierwszego rozbioru Polski Krzywa była wsią królewską. W okresie zaborów należała do rodziny Siemieńskich.

## Zabytki
Obiekty wpisane do rejestru zabytków nieruchomych województwa małopolskiego
- cerkiew świętych Kosmy i Damiana, (obecnie kościół katolicki NMP Niepokalanie Poczętej), nawiązująca kształtem do staroruskich cerkwi (brak wieży, małe prezbiterium, bardzo duża nawa główna);
  - dzwonnica, drewniana;
- cmentarz kościelny, usytuowany na północ od cerkwi z kamiennymi nagrobkami między innymi figurami Matki Bożej z Dzieciątkiem z końca XIX wieku przeważnie autorstwa kamieniarzy z Bartnego i Bodaków. Cmentarz odnowiony był w latach osiemdziesiątych XX wieku;
- cmentarz wojenny nr 54 z I wojny światowej, kopiec obok cerkwi;
- cmentarz wojenny nr 62 z I wojny światowej, w przysiółku Banica.

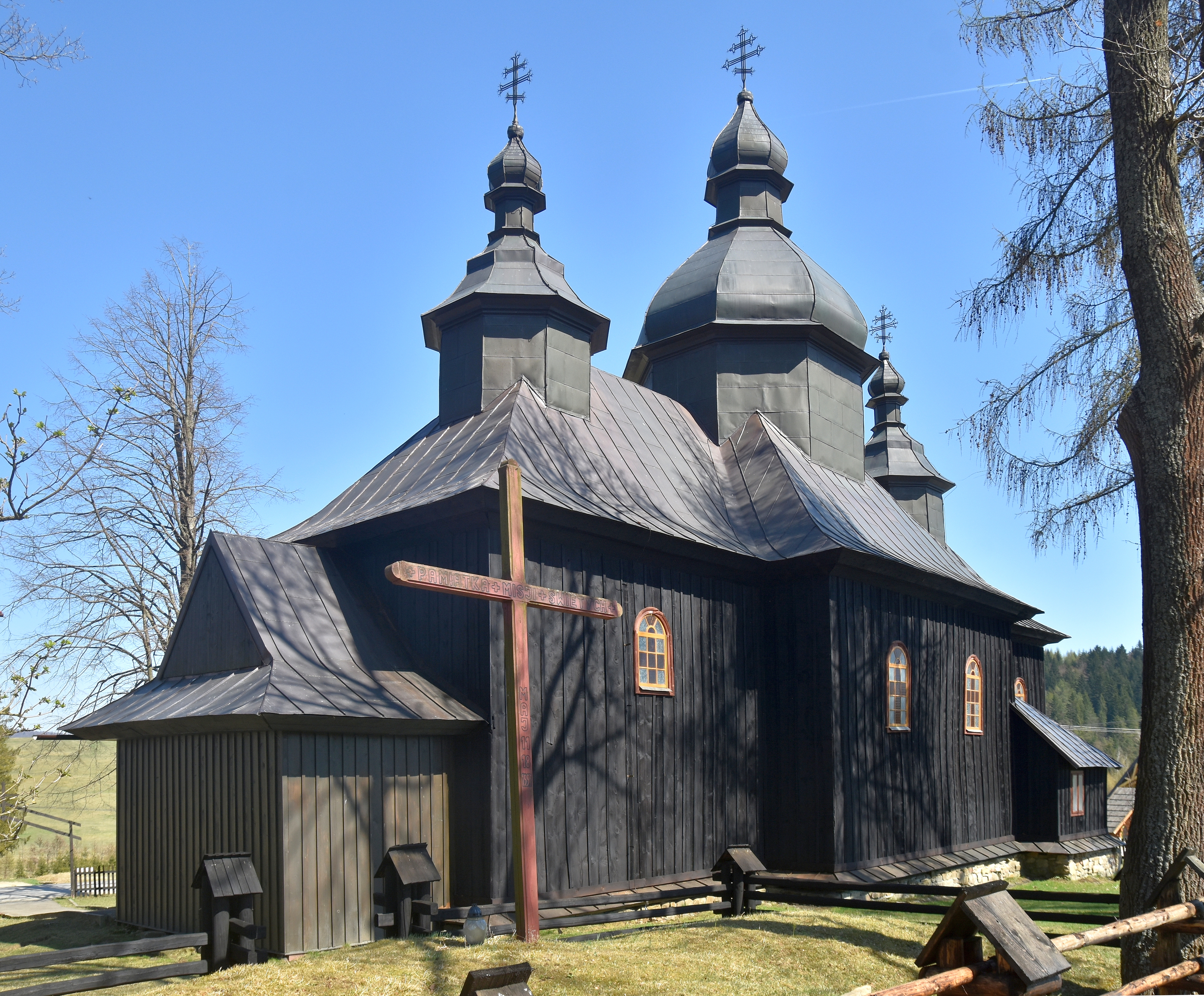
Dawna cerkiew greckokatolicka
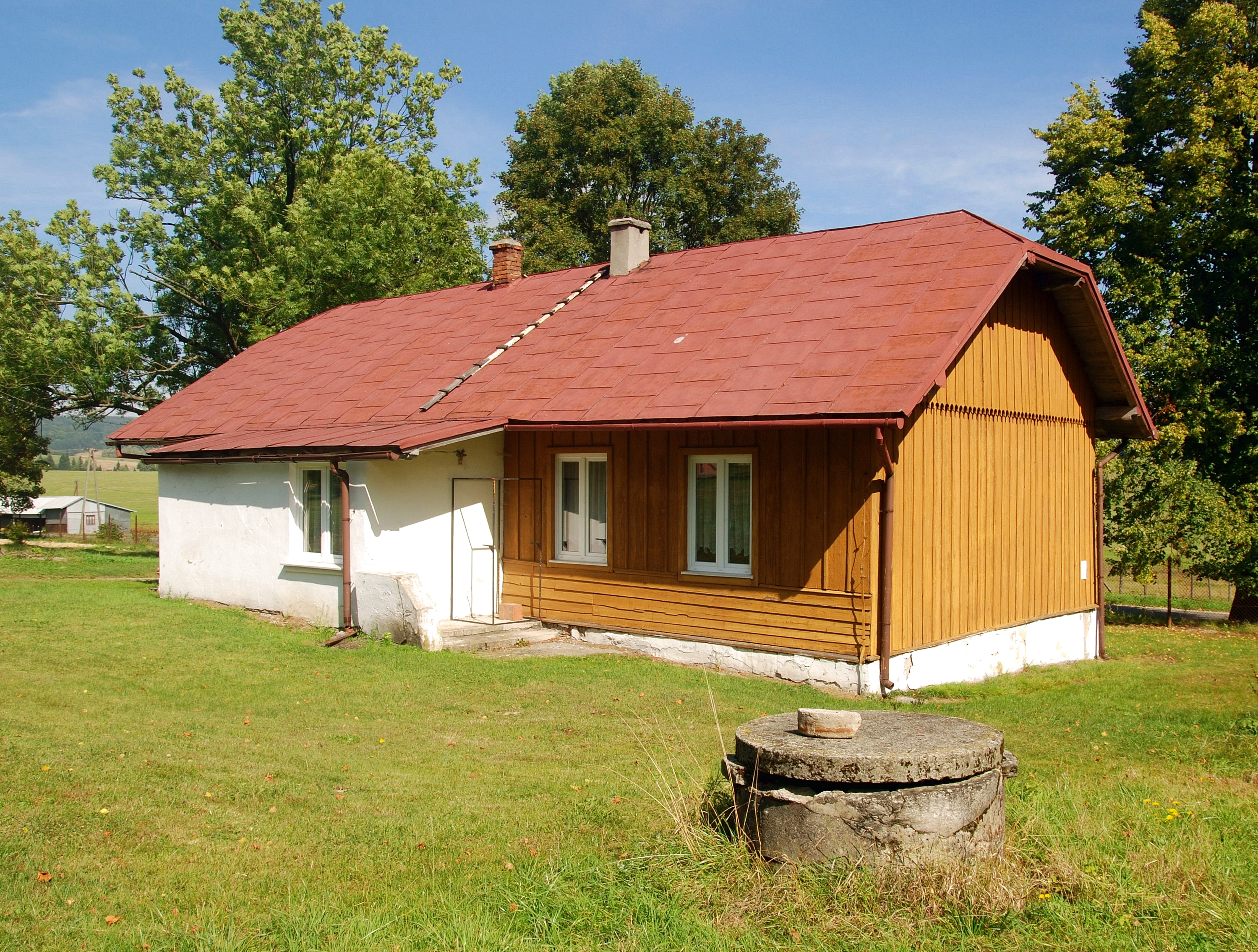
Szkoła podstawowa
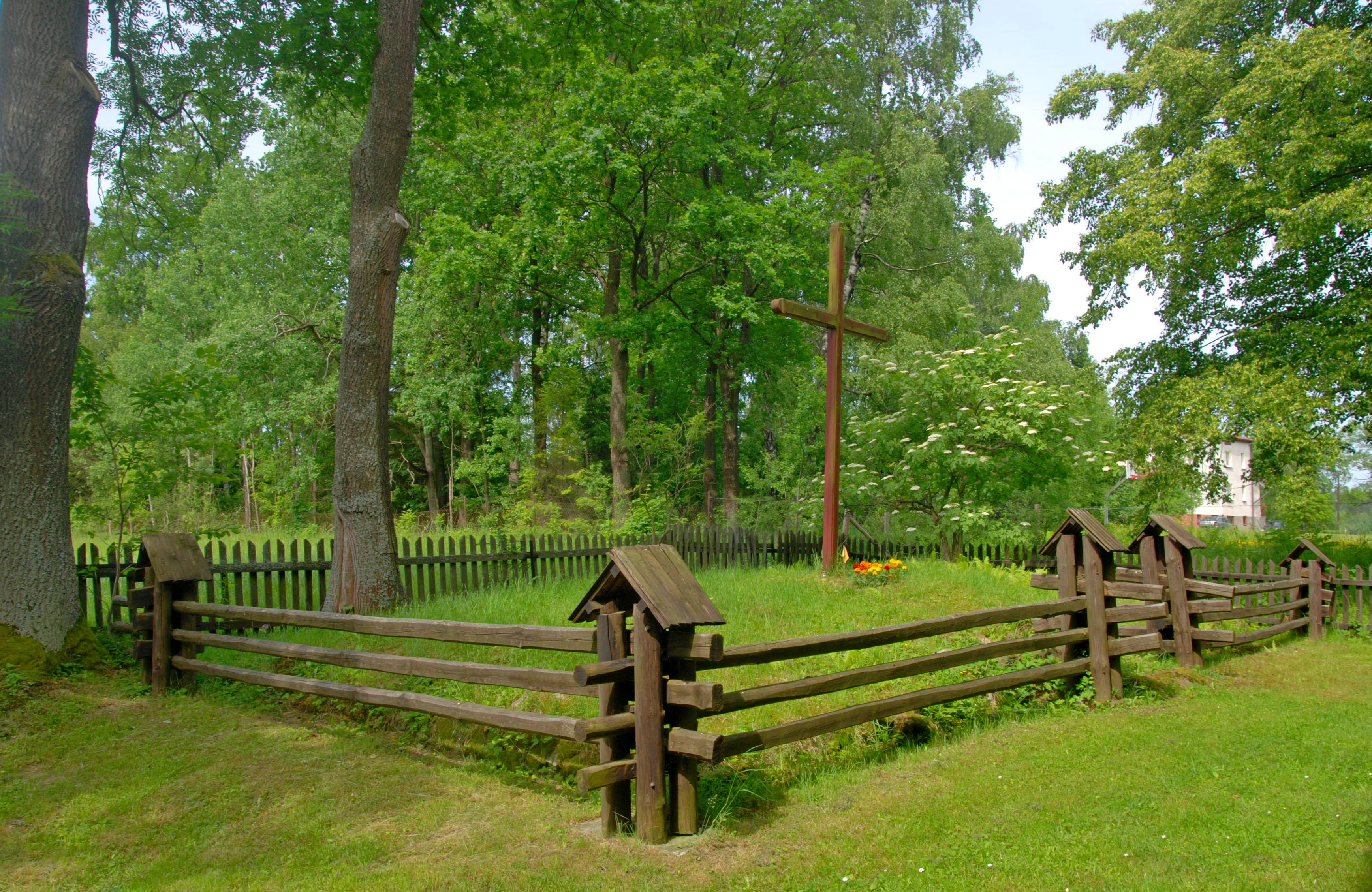
Cmentarz wojenny nr 54

Inne zabytki:
- pomnik z tablicą pamiątkową poświęcony polskiej załodze bombowca Halifax zestrzelonego w rejonie Krzywej i Banicy w 1944 roku;

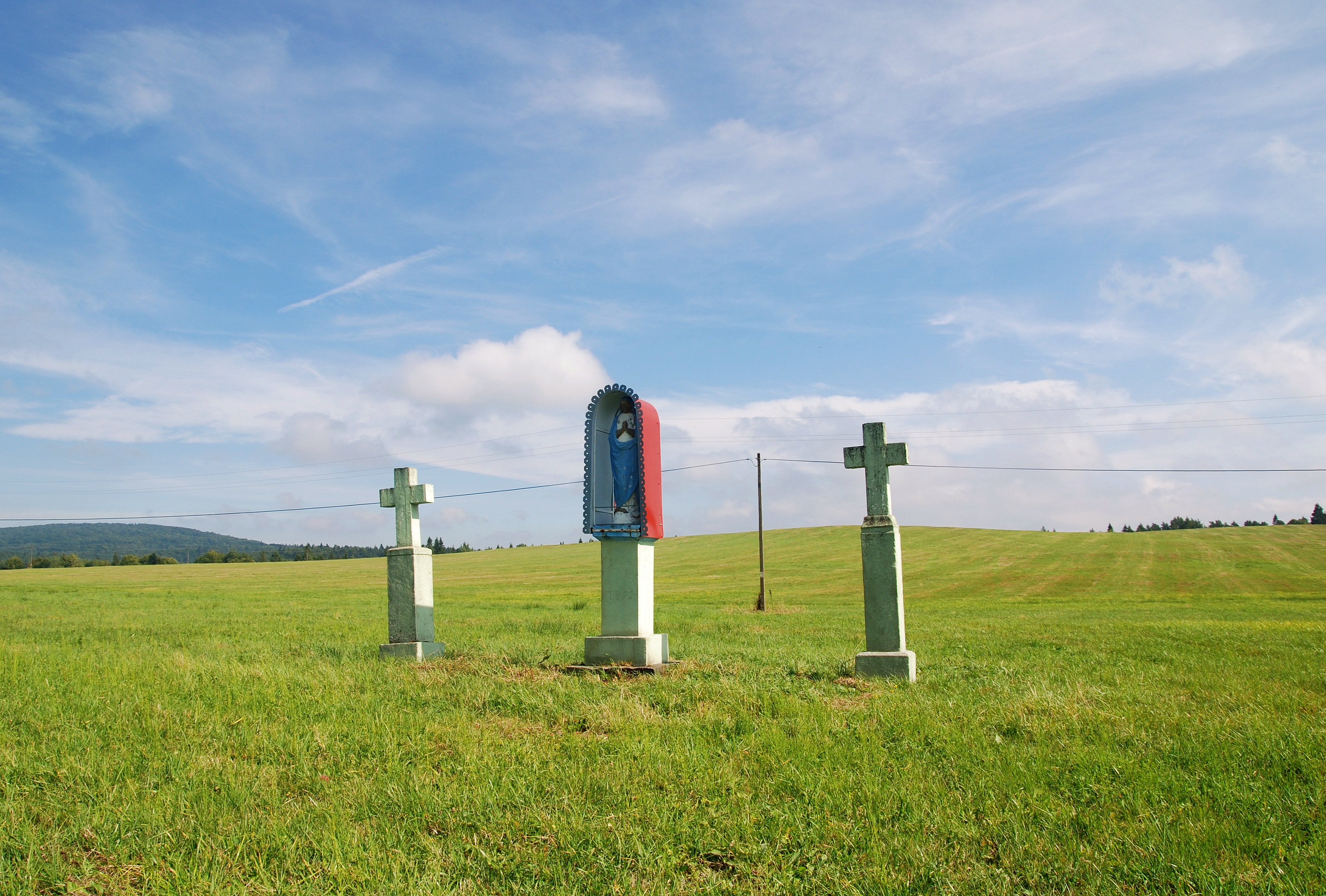
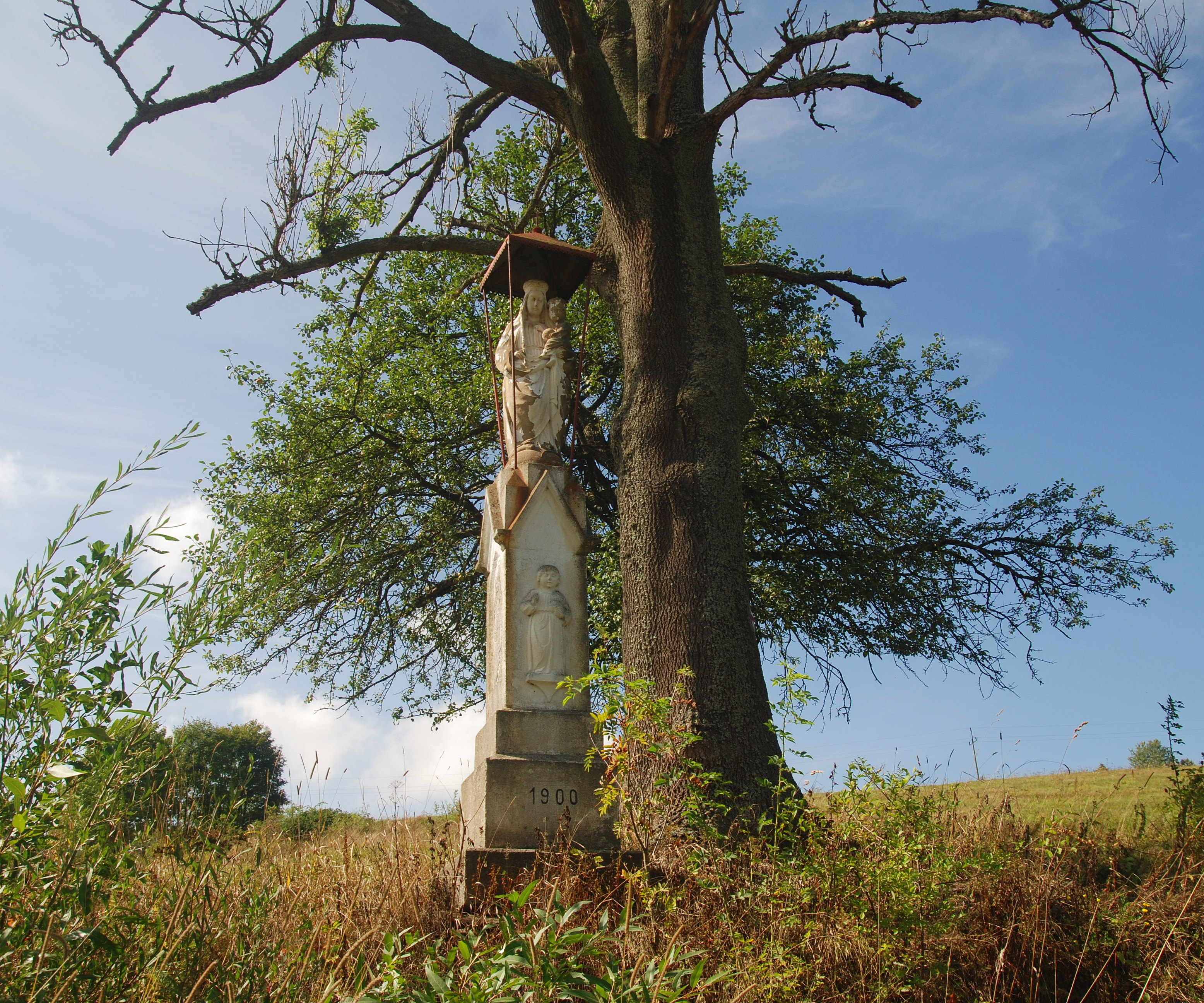
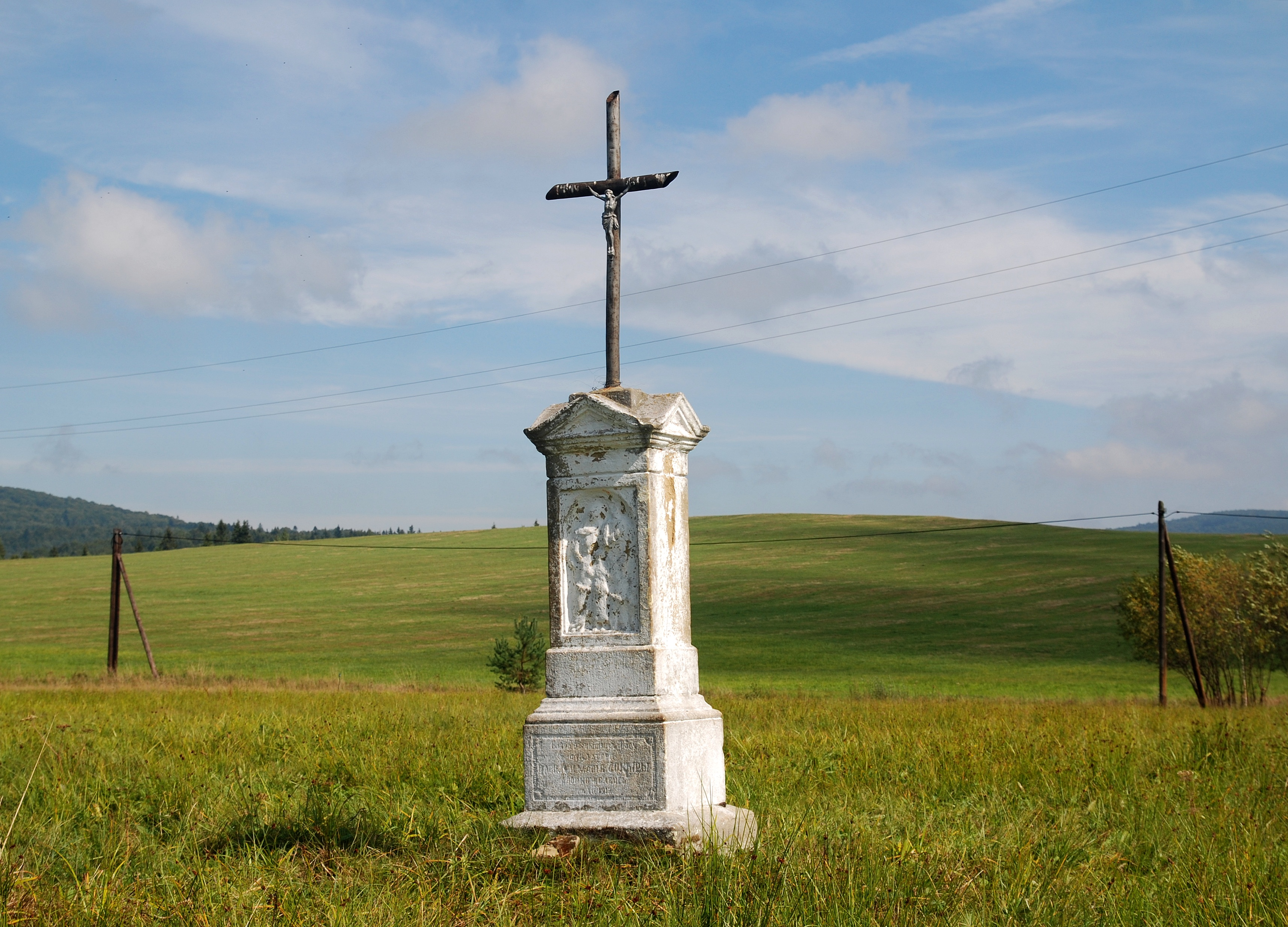
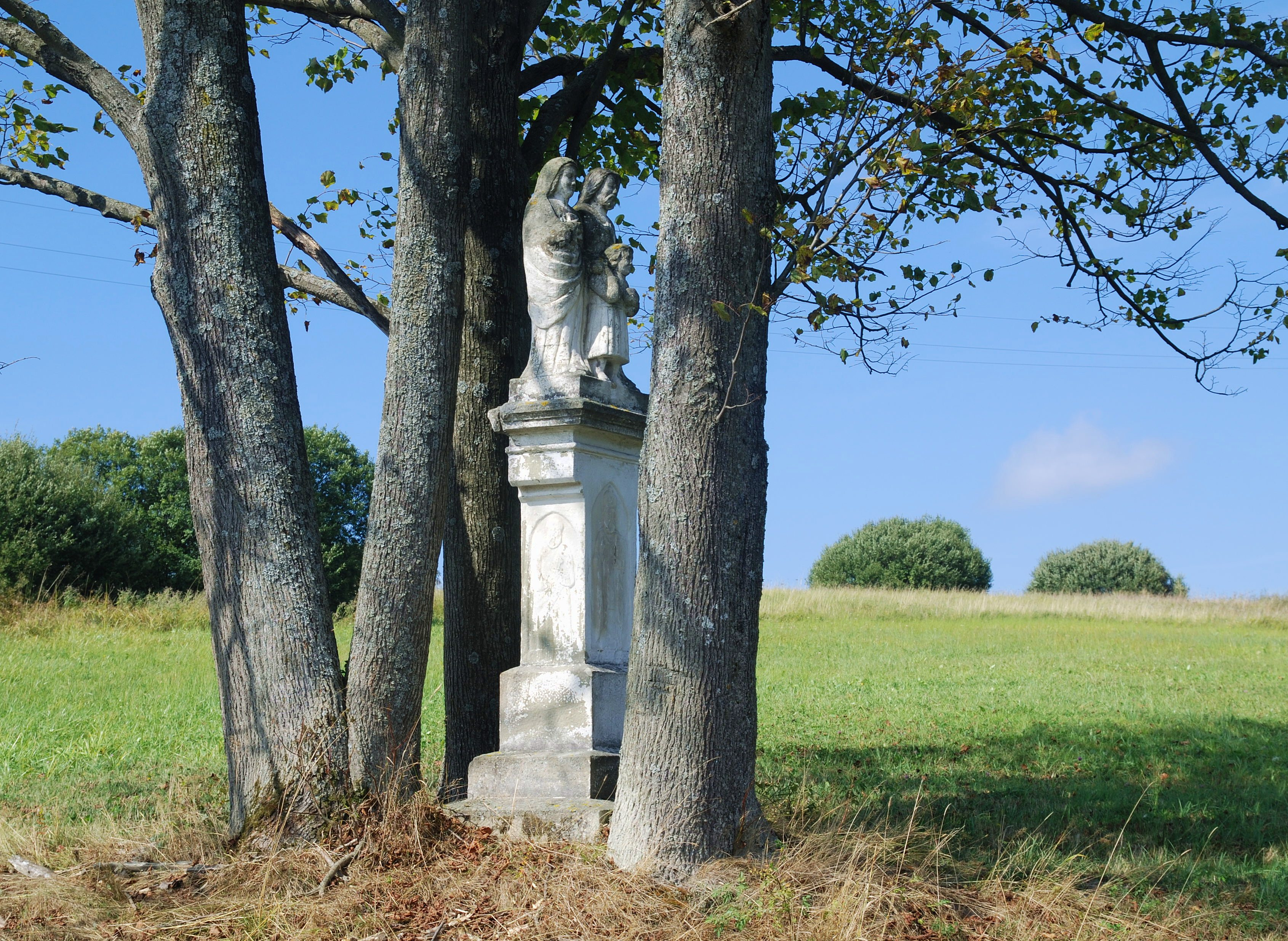
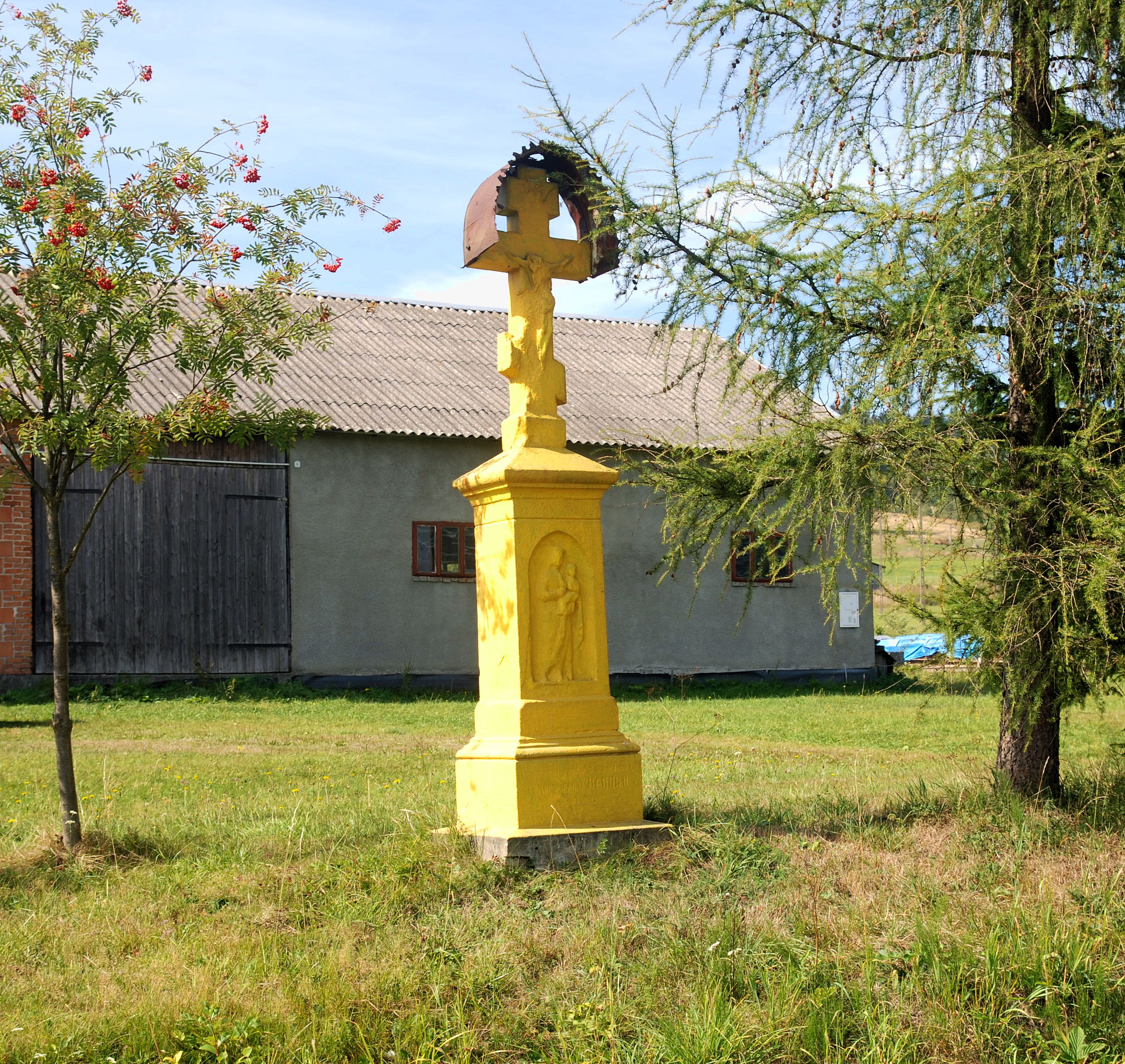
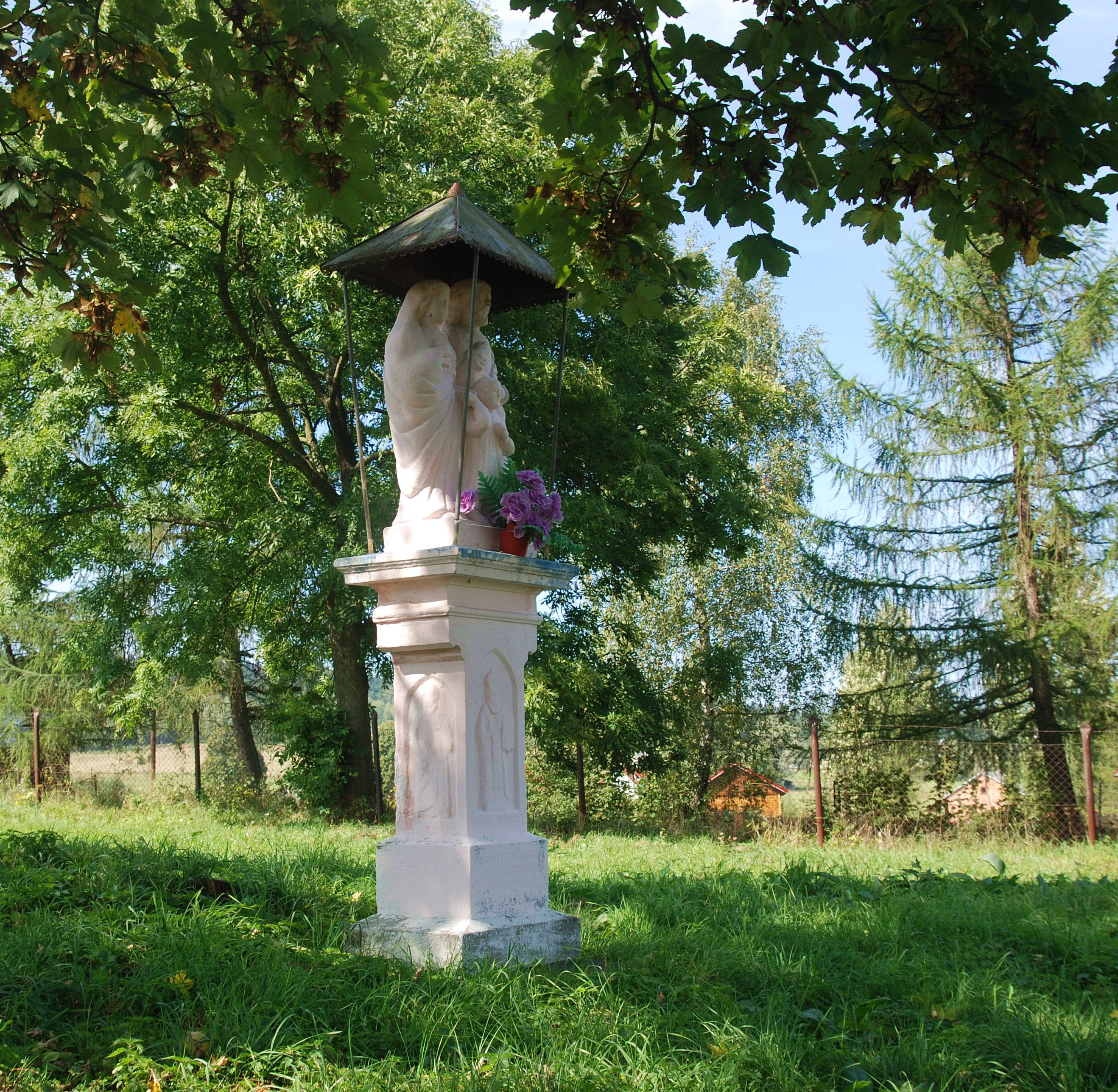

- kamienne krzyże i figury.

## Turystyka
Przez miejscowość prowadzą następujące szlaki turystyczne:
 Szlaki piesze 
- Regietów – Rotunda (771 m) – Zdynia (Ług) – Krzywa – Wołowiec – Bacówka PTTK w Bartnem (Główny Szlak Beskidzki)